# Мерлин Оти
Мерлин Џојс Оти (енгл. Merlene Joyce Ottey; Колд Спринг, 10. мај 1960.) некадашња је атлетичарка са Јамајке и актуелна светска рекордерка у трци на 200 метара у дворани. Каријеру је започела као репрезентативка Јамајке 1978. године, да би 24 године касније представљала Словенију од 2002. до 2012. године.
Оти је имала најдужу каријеру као врхунска интернационална спринтерка. Почела је од Пан америчких игара 1979, да би завршила каријеру у 52. години када је предводила Словеначку штафету 4 × 100 м  на Европском првенству 2012.
Деветострука је освајачица олимпијских медаља. Оти држи рекорд са највише олимпијских наступа (седам) од свих атлетичарки. Иако није освојила златну медаљу на Олимпијским играма, успела је да освоји три сребрних и шест бронзаних медаља. Освојила је 14 медаља на светским првенствима, од којих је 10 у појединачним дисциплинама, и 4 у штафетама.
Оти је раније била удата за америчког скакача у вис и тркача на 400 метара са препонама Натанијела Нета Пејџа, па је тако, средином 1980-их била позната као Мерлин Оти-Пејџ.

## Живот и спринтерска каријера
Мерлин Оти је рођена као четврто од седморо деце у породици оца Хуберта и мајке Џоан у Колд Спрингу, област Хановер (на јамајчанском креолском дијалекту се изговара: Аноува), на Јамајци.
Оти је заволела атлетику током преноса Летњих олимпијских игара 1976. из Монтреала, где је Доналд Квери трчао у финалу спринта. Њена атлетска каријера је кренула када се преселила у САД и похађала Универзитет Небраска 1979. године. Освојила је 14 појединачних универзитетских националних титула.
Дипломирала је уметност и удала се за колегу атлетичара Натанијела Пејџа 1984. године и накратко користила име Мерлин Оти-Пејџ.
На играма у Москви 1980. Оти је постала прва  карипска англофона (која говори енглески језик) спортисткиња која је освојила олимпијску медаљу.
Држала је рекорд по броју освојених медаља на светским првенствима, освојивши 14 (три злата, три сребра, осам бронзаних) између 1983. и 1997. године. Овај рекорд је надмашила Алисон Феликс са укупно 18 медаља, закључно са 2019. годином. Оти и даље држи рекорд по броју медаља на светским првенствима у појединачним дисциплинама, са 10 одличја.

## Контроверзе
1999. године, током састанка у Луцерну, у Швајцарској, узорак урина Мерлин Оти био је позитиван на забрањени анаболички стероид нандролон. Њен 'Б' узорак је такође садржао више од нормалног нивоа супстанце. Светска атлетика (у то време ИААФ) је потом забранила учешће Мерлин Оти на Светском првенству у Севиљи.
Оти се борила да очисти своје име, тврдећи да је оптужба била "страшна грешка" и да је невина. У лето 2000. Атлетско аматерско удружење Јамајке је ослободило Оти свих оптужби, да би потом и Светска атлетика укинула своју двогодишњу забрану.
На Олимпијским играма 2000. Оти је завршила као четврта на 100 м, иза спринтерке са Јамајке Тејне Лоренс. Трку је победила Мерион Џонс, која је забележила 10,75 секунди, испред Екатерини Тану из Грчке са 11,12 секунди. Лоренс је постигла 11,18 секунди, а  Оти 11,19 секунди. Девет година касније, након дисквалификације Мерион Џонс због употребе стероида, Оти је са четвртог места ретроактивно промовисана на треће место.

## Словенија
1998. Оти се преселила у Словенију где је почела да тренира код тренера Срђана Ђорђевића. Четири године је представљала Јамајку на међународним такмичењима, све док у мају 2002. године није постала словеначка држављанка са боравком у Љубљани.
Оти је наступила за Словенију на 100 метара на Летњим олимпијским играма 2004. у Атини, где је стигла до полуфинала. Са 46 година учествовала је на Европском првенству 2006. Она је у полуфиналу трке на 100 метара завршила као пета и није се пласирала у финале.
Са 48 година, у 2008. години, Оти није успела да се квалификује на своје осме Олимпијске игре.  Упркос томе, две године касније квалификовала се за словеначку штафету 4 x 100 метара на Европском првенству 2010. где је постала најстарија атлетичарка икада која је учествовала у на европским првенствима у атлетици. Овај рекорд је поправила када је са 52 године, трчала у штафети 4 x 100 метара на Европском првенству 2012. Словеначки тим је пре Олимпијских игара 2012. био рангиран као 22. на свету, али само 16 најбољих тимова  се квалификовало на Олимпијске игре у Лондону.
Од 2014. Оти живи у Швајцарској.

## Рекорди и достигнућа
- Оти је прва атлетичарка која је трчала 60 метара испод седам секунди (6,96 секунди у 1992.)
- Оти је једина жена која је трчала 200 метара испод 22 секунде у дворани (21,87 секунди  у 1993.).[10]
- Оти је трчала 100 метара испод једанаест секунди – 68 пута (плус 9 уз помоћ ветра).
- Оти је трчала 200 метара за мање од двадесет две секунде - 16 пута (плус 1 уз помоћ ветра).
- Оти је имала 57 узастопних победа на 100 метара – највише узастопних победа на 100 метара за једну атлетичарку и 34 узастопне победе на 200 метара.
- Оти држи светске рекорде у конкуренцији ветеранки на 100 м и 200 м за старосне групе:
  - 35+ (100 м: 10.74 у 1996. / 200 м: 21.94 у 1995.)
  - 40+ (100 м: 10.99 у 2000. / 200 м:  22.74 у 2004.)
  - 45+ (100 м: 11.34 у 2006. / 200 м:  23.82 у 2006.)
  - 50+ (100 м: 11.67 у 2010. / 200 м:  24.33 у 2010.)[11]
- Оти је прва са западне хемисфере (ван САД) која је освојила две појединачне медаље на истим Олимпијским играма.
- На Светском првенству 1995. године, Оти је постала најстарија освајачица женске златне медаље у историји када је победила на 200 м са 35 година и 92 дана.
- На Светском првенству у Атини 1997. постала је најстарија освајачица женске медаље икада са 37 година и 90 дана, када је освојила бронзану медаљу.
- На Олимпијским играма 2000. године, са 40 година, Оти је постала најстарија освајачица женске медаље у атлетици када је предводила Јамајчанке у трци на 4×100 метара за сребрну медаљу. Дисквалификацијом Мерион Џонс, освојила је бронзану медаљу у трци на 100 метара, чиме је постала најстарија освајачица појединачне медаље, у женској и мушкој конкуренцији укупно.
- Оти је заједно са Карлом Луисом, Јусеином Болтом и Алисон Феликс једна од четири спортиста који су освојили укупно двадесет или више медаља на Олимпијским играма и Светском првенству.
- Оти има најбржу трку на 200 метара икада уз чеони ветар (-1,0 м/сек или више) када је истрчала 21,66 секунди у Цириху, 1990.
- Оти је освојила награду за најбољу спортисткињу године Јамајке рекордних 13 пута, прву победу је освојила 1979. а последњу 1995. године. Ниједан мушкарац, нити жена нису освојили  више награда.[12]

## Међународна такмичења
| Година                  | Такмичење                    | Место                                    | Позиција               | Дисциплина             | Резултат               | Белешка |
| Представљајући Јамајку  | Представљајући Јамајку       | Представљајући Јамајку                   | Представљајући Јамајку | Представљајући Јамајку | Представљајући Јамајку |         |
| ----------------------- | ---------------------------- | ---------------------------------------- | ---------------------- | ---------------------- | ---------------------- | ------- |
| 1978                    | Првенство Кариба за јуниоре  | Халапа, Мексико                          | 3.                     | 200 м                  | 25.34                  |         |
| 1978                    | Првенство Кариба за јуниоре  | Халапа, Мексико                          | 1.                     | 4x100 м                | 47.12                  |         |
| 1978                    | Првенство Кариба за јуниоре  | Халапа, Мексико                          | 2.                     | 4x400 м                | 3:58.8                 |         |
| 1979                    | Првенство Кариба за јуниоре  | Кингстон, Јамајка                        | 2.                     | 100 м                  | 11.87                  |         |
| 1979                    | Првенство Кариба за јуниоре  | Кингстон, Јамајка                        | 2.                     | 200 м                  | 24.05                  |         |
| 1979                    | Првенство Кариба за јуниоре  | Кингстон, Јамајка                        | 2.                     | 4x100 м                | 46.47                  |         |
| 1979                    | Панамеричке игре             | Сан Хуан, Порторико                      | 3.                     | 200 м                  | 22.79                  |         |
| 1980                    | Олимпијске игре              | Москва, СССР                             | 3.                     | 200 м                  | 22.20                  |         |
| 1980                    | Олимпијске игре              | Москва, СССР                             | 6.                     | 4x100 м                | 43.19                  |         |
| 1980                    | Олимпијске игре              | Москва, СССР                             | Квалификације          | 4x400 м                | 3.31.5                 |         |
| 1982                    | Игре Комонвелта              | Бризбејн, Аустралија                     | 2.                     | 100 м                  | 11.03                  |         |
| 1982                    | Игре Комонвелта              | Бризбејн, Аустралија                     | 1.                     | 200 м                  | 22.19                  |         |
| 1982                    | Игре Комонвелта              | Бризбејн, Аустралија                     | 3.                     | 4x100 м                | 43.69                  |         |
| 1983                    | Светско првенство            | Хелсинки, Финска                         | 4.                     | 100 м                  | 11.19                  |         |
| 1983                    | Светско првенство            | Хелсинки, Финска                         | 2.                     | 200 м                  | 22.19                  |         |
| 1983                    | Светско првенство            | Хелсинки, Финска                         | 3.                     | 4x100 м                | 42.73                  |         |
| 1984                    | Олимпијске игре              | Лос Анђелес, Сједињене Америчке Државе   | 3.                     | 100 м                  | 11.16                  |         |
| 1984                    | Олимпијске игре              | Лос Анђелес, Сједињене Америчке Државе   | 3.                     | 200 м                  | 22.09                  |         |
| 1984                    | Олимпијске игре              | Лос Анђелес, Сједињене Америчке Државе   | 8.                     | 4x100 м                | 53.54                  |         |
| 1987                    | Светско првенство у дворани  | Индијанаполис, Сједињене Америчке Државе | 4.                     | 60 м                   | 7.13                   |         |
| 1987                    | Светско првенство у дворани  | Индијанаполис, Сједињене Америчке Државе | 2.                     | 200m                   | 22.66                  |         |
| 1987                    | Светско првенство            | Рим, Италија                             | 3.                     | 100 м                  | 11.04                  |         |
| 1987                    | Светско првенство            | Рим, Италија                             | 3.                     | 200 м                  | 22.06                  |         |
| 1988                    | Олимпијске игре              | Сеул, Јужна Кореја                       | Одустала               | 100 м                  | 11.03 (Четвртфинале)   |         |
| 1988                    | Олимпијске игре              | Сеул, Јужна Кореја                       | 4.                     | 200 м                  | 21.99                  |         |
| 1988                    | Олимпијске игре              | Сеул, Јужна Кореја                       | Одустале               | 4x100 м                | 43.30 (Полуфинале)     |         |
| 1989                    | Светско првенство у дворани  | Будимпешта, Мађарска                     | 3.                     | 60 м                   | 7.10                   |         |
| 1989                    | Светско првенство у дворани  | Будимпешта, Мађарска                     | 1.                     | 200 м                  | 22.34                  |         |
| 1990                    | Игре Комонвелта              | Окленд, Нови Зеланд                      | 1.                     | 100 м                  | 11.02                  |         |
| 1990                    | Игре Комонвелта              | Окленд, Нови Зеланд                      | 1.                     | 200 м                  | 22.76                  |         |
| 1991                    | Светско првенство у дворани  | Севиља, Шпанија                          | 2.                     | 60 м                   | 7.08                   |         |
| 1991                    | Светско првенство у дворани  | Севиља, Шпанија                          | 1.                     | 200 м                  | 22.24                  |         |
| 1991                    | Светско првенство            | Токио, Јапан                             | 3.                     | 100 м                  | 11.06                  |         |
| 1991                    | Светско првенство            | Токио, Јапан                             | 3.                     | 200 м                  | 22.21                  |         |
| 1991                    | Светско првенство            | Токио, Јапан                             | 1.                     | 4x100 м                | 41.94                  |         |
| 1992                    | Олимпијске игре              | Барселона, Шпанија                       | 5.                     | 100 м                  | 10.88                  |         |
| 1992                    | Олимпијске игре              | Барселона, Шпанија                       | 3.                     | 200 м                  | 22.09                  |         |
| 1992                    | Олимпијске игре              | Барселона, Шпанија                       |                        | 4x100 м                | Одустале               |         |
| 1993                    | Светско првенство            | Штутгарт, Немачка                        | 2.                     | 100 м                  | 10.82                  |         |
| 1993                    | Светско првенство            | Штутгарт, Немачка                        | 1.                     | 200 м                  | 21.98                  |         |
| 1993                    | Светско првенство            | Штутгарт, Немачка                        | 3.                     | 4x100 м                | 41.94                  |         |
| 1994                    | Континентални куп            | Лондон, Уједињено Краљевство             | 1.                     | 200 м                  | 22.23                  |         |
| 1995                    | Светско првенство у дворани  | Барселона, Шпанија                       | 1.                     | 60 м                   | 6.97                   |         |
| 1995                    | Светско првенство            | Гетеборг, Шведска                        | 2.                     | 100 м                  | 10.94                  |         |
| 1995                    | Светско првенство            | Гетеборг, Шведска                        | 1.                     | 200 м                  | 22.12                  |         |
| 1995                    | Светско првенство            | Гетеборг, Шведска                        | 2.                     | 4x100 м                | 42.25                  |         |
| 1996                    | Олимпијске игре              | Атланта, Сједињене Америчке Државе       | 2.                     | 100 м                  | 10.94                  |         |
| 1996                    | Олимпијске игре              | Атланта, Сједињене Америчке Државе       | 2.                     | 200 м                  | 22.24                  |         |
| 1996                    | Олимпијске игре              | Атланта, Сједињене Америчке Државе       | 3.                     | 4x100 м                | 42.24                  |         |
| 1997                    | Светско првенство            | Атина, Грчка                             | 7.                     | 100 м                  | 11.29                  |         |
| 1997                    | Светско првенство            | Атина, Грчка                             | 3.                     | 200 м                  | 22.40                  |         |
| 1998                    | Игре добре воље              | Њујорк, Сједињене Америчке Државе        | 4.                     | 100 м                  | 11.21                  |         |
| 2000                    | Олимпијске игре              | Сиднеј, Аустралија                       | 3.                     | 100 м                  | 11.19                  |         |
| 2000                    | Олимпијске игре              | Сиднеј, Аустралија                       | 2.                     | 4x100 м                | 42.13                  |         |
| Предствљајући Словенију |                              |                                          |                        |                        |                        |         |
| 2003                    | Светско првенство у дворани  | Бирмингем, Уједињено Краљевство          | 3.                     | 60 м                   | 7.20                   |         |
| 2003                    | Светско првенство            | Париз, Француска                         | 11.                    | 100 м                  | 11.26                  |         |
| 2003                    | Светско првенство            | Париз, Француска                         | 16.                    | 200 м                  | 23.22                  |         |
| 2003                    | Светско првенство            | Париз, Француска                         | Без пласмана           | 4x100 м                | Дисквалификоване       |         |
| 2004                    | Светско првенство у дворани  | Будимпешта, Мађарска                     | 9.                     | 60 м                   | 7.21                   |         |
| 2004                    | Олимпијске игре              | Атина, Грчка                             | 10.                    | 100 м                  | 11.21                  |         |
| 2004                    | Олимпијске игре              | Атина, Грчка                             | Квалификације          | 200 м                  | 22.72                  |         |
| 2006                    | Европско првенство           | Гетеборг, Шведска                        | 10.                    | 100 м                  | 11.44                  |         |
| 2007                    | Европско првенство у дворани | Бирмингем, Уједињено Краљевство          | 19.                    | 60 м                   | 7.33                   |         |
| 2007                    | Светско првенство            | Осака, Јапан                             | 38.                    | 100 м                  | 11.64                  |         |
| 2010                    | Европско првенство           | Барселона, Шпанија                       | 13.                    | 4x100 м                | 44.30                  |         |
| 2012                    | Европско првенство           | Хелсинки, Финска                         | 11.                    | 4x100 м                | 44.28                  |         |